# Saint-Fort
Saint-Fort là một xã của tỉnh Mayenne, thuộc vùng Pays de la Loire, tây bắc nước Pháp.